# Jhon Córdoba
Jhon Andrés Córdoba Copete (ur. 11 maja 1993 w Istminie) – kolumbijski piłkarz występujący na pozycji napastnika, reprezentant Kolumbii, od 2021 roku zawodnik rosyjskiego FK Krasnodar.
Jego ojciec Manuel Acisclo Córdoba również był piłkarzem.

## Kariera klubowa
Córdoba w wieku czternastu lat rozpoczął treningi w klubie Envigado FC, do którego seniorskiej drużyny został włączony przez szkoleniowca Pedro Sarmiento. W Categoría Primera A zadebiutował jako siedemnastolatek, 8 października 2010 w przegranym 0:2 spotkaniu z Deportes Tolima, a już w kolejnym sezonie zaczął regularnie pojawiać się na ligowych boiskach. Premierowego gola w najwyższej klasie rozgrywkowej strzelił 28 września 2011 w wygranej 2:0 konfrontacji z Itagüí Ditaires. W pierwszej ekipie Envigado spędził ostatecznie dwa lata, jednak nie odniósł z nią większych sukcesów. W połowie 2012 roku został zawodnikiem meksykańskiego zespołu Jaguares de Chiapas z miasta Tuxtla Gutiérrez, gdzie trafił w celu zastąpienia swojego rodaka Jacksona Martíneza, który został sprzedany do FC Porto. W tamtejszej Liga MX zadebiutował 20 lipca 2012 w przegranym 0:4 spotkaniu z Tigres UANL, natomiast pierwszą bramkę zdobył 8 października tego samego roku w wygranym 4:0 meczu z San Luis. W Jaguares pełnił jednak wyłącznie rolę rezerwowego, zdobywając zaledwie jednego gola w lidze.
Latem 2013 Córdoba został wypożyczony do hiszpańskiego zespołu RCD Espanyol z siedzibą w Barcelonie. W Primera División zadebiutował 26 października 2013 w przegranej 0:3 konfrontacji z Levante UD.
| Sezon     | Klub                | Kraj      | Rozgrywki             | Mecze | Bramki |
| --------- | ------------------- | --------- | --------------------- | ----- | ------ |
| 2010      | Envigado FC         | Kolumbia  | Copa Mustang          | 1     | 0      |
| 2011      | Envigado FC         | Kolumbia  | Copa Mustang          | 20    | 5      |
| 2012      | Envigado FC         | Kolumbia  | Copa Mustang          | 16    | 6      |
| 2012/2013 | Jaguares de Chiapas | Meksyk    | Liga MX               | 17    | 1      |
| 2013/2014 | Dorados de Sinaloa  | Meksyk    | Liga de Ascenso       | 1     | 0      |
| 2013/2014 | RCD Espanyol        | Hiszpania | Primera División      | 28    | 4      |
| 2014/2015 | Granada CF          | Hiszpania | Primera División      | 26    | 4      |
| 2015/2016 | 1. FSV Mainz 05     | Niemcy    | Bundesliga            | 22    | 5      |
| 2016/2017 | 1. FSV Mainz 05     | Niemcy    | Bundesliga            | 29    | 5      |
| 2017/2018 | 1. FC Köln          | Niemcy    | Bundesliga            | 18    | 0      |
| 2018/2019 | 1. FC Köln          | Niemcy    | 2. Fußball-Bundesliga | 31    | 20     |
| 2019/2020 | 1. FC Köln          | Niemcy    | Bundesliga            | 29    | 13     |
| 2020/2021 | Hertha Berlin       | Niemcy    | Bundesliga            | 21    | 7      |
| 2021/2022 | FK Krasnodar        | Rosja     | Premier Liga          | 15    | 6      |
| 2022/2023 | FK Krasnodar        | Rosja     | Premier Liga          | 23    | 14     |
| 2023/2024 | FK Krasnodar        | Rosja     | Premier Liga          | 27    | 15     |
| 2024/2025 | FK Krasnodar        | Rosja     | Premier Liga          | 25    | 12     |

## Kariera reprezentacyjna
W 2013 roku Córdoba został powołany przez szkoleniowca Carlosa Restrepo do reprezentacji Kolumbii U-20 na Młodzieżowe Mistrzostwa Ameryki Południowej. Tam pełnił rolę podstawowego zawodnika swojej drużyny; wystąpił w siedmiu spotkaniach i czterokrotnie wpisał się na listę strzelców – w pierwszej rundzie z Paragwajem (1:0) i dwa razy z Boliwią (6:0) oraz w rundzie finałowej z Urugwajem (1:0). Jego kadra narodowa triumfowała ostatecznie w tych rozgrywkach. Kilkanaście tygodni później wziął udział w Turnieju w Tulonie, gdzie rozegrał cztery mecze, nie zdobywając bramki, a jego zespół zajął drugie miejsce. W tym samym roku znalazł się również w składzie na Mistrzostwa Świata U-20 w Turcji, gdzie także miał niepodważalne miejsce w wyjściowej jedenastce i wystąpił we wszystkich czterech meczach od pierwszej minuty, zdobywając dwa gole; w fazie grupowej z Australią (1:1) oraz Salwadorem (3:0). Młodzi Kolumbijczycy odpadli natomiast z młodzieżowego mundialu w 1/8 finału.